# Göran Bergson
Karl Göran Bergson, född 28 september 1934 i Västerås, död 20 juli 2021 i Uppsala, var en svensk kemist. Han disputerade 1962 vid Uppsala universitet, blev professor i organisk kemi vid Umeå universitet 1965 och detsamma 1969 vid Uppsala universitet samt ledamot av Vetenskapsakademien 1972. Han var 1972–1984 ledamot i Vetenskapsakademiens Nobelkommitté för kemi. Han var yngre bror till Leif Bergson.
Bergson var gästprofessor (engelska: distinguished visiting professor) vid Quantum Theory Project, kemi och fysik, University of Florida, Gainesville, Florida, USA, vid flera tillfällen 1989-1996. 
Han var aktiv i World Association of Theoretical Organic Chemists (WATOC) vetenskapliga råd 1988-1996. 
Bergson var vice preses i Kungliga Vetenskapssamhället i Uppsala 1996 och dess sekreterare 1997.